# Эмеренция

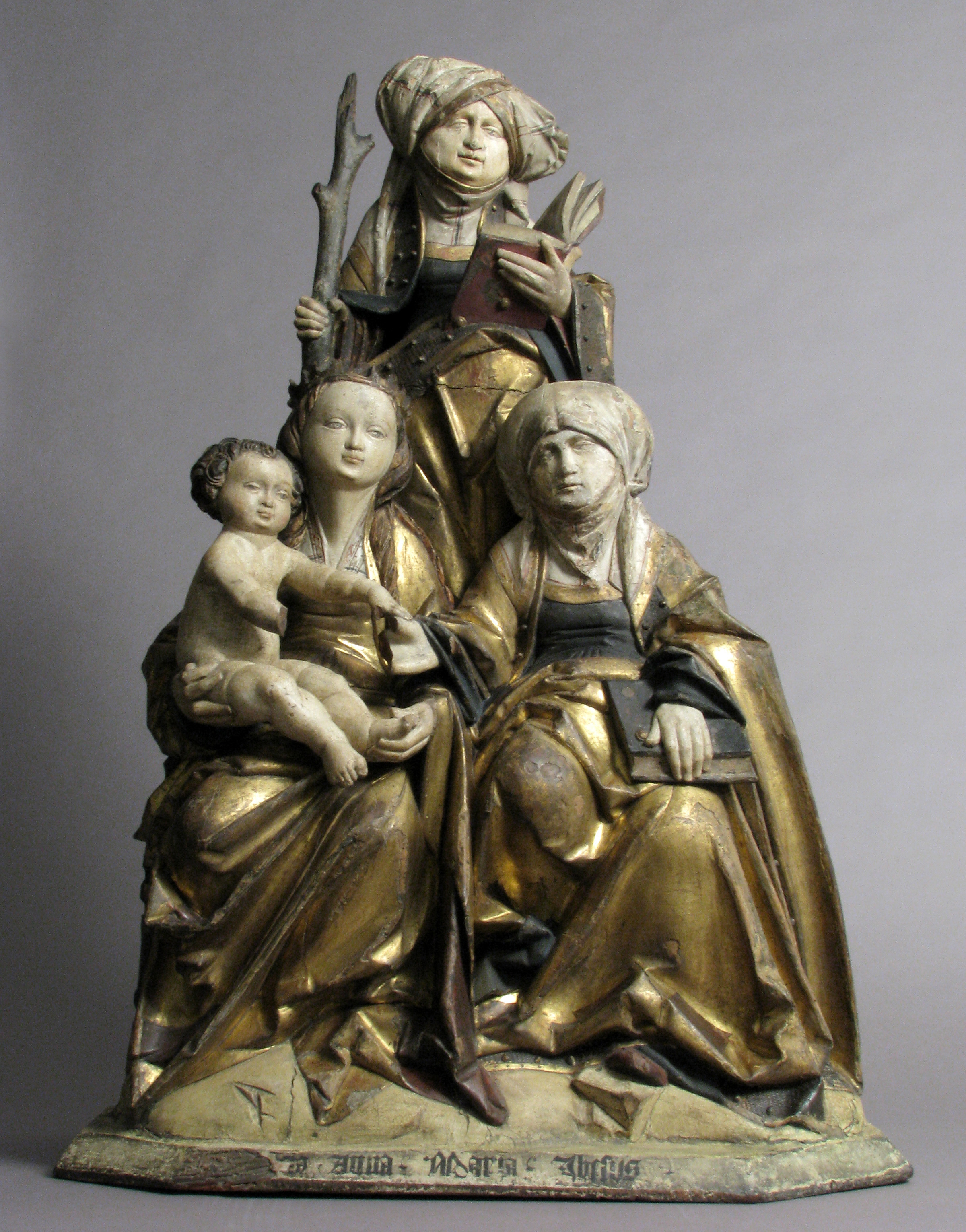
Мария с Младенцем, матерью Анной и бабушкой Эмеренцией (анонимный художник, 1400—1600, Метрополитен-музей)

Эмеренция (Emerentia) — один из вариантов апокрифического имени матери святой Анны, то есть бабушки Девы Марии.

## Писание
В Новом Завете имя матери святой Анны не названо, однако известно, что она происходит из колена Иудина и является женой священника Матфана из первосвященнического рода Аарона.

## В искусстве
Добавление в иконографическую группу Anna selbdritt (Иисус, Мария и Анна) четвёртого персонажа — представительницы более старшего поколения.